# Конституция Латвийской ССР (1940)
Конституция (Основной закон) Латвийской ССР 1940 года (латыш. Latvijas PSR konstitūcija (Pamatlikums)) — основной закон Латвийской ССР, принятый после включения Латвии в состав СССР в 1940 г. Конституция Латвийской ССР принята 25 августа 1940 года 2-й сессией Народного сейма; разработкой её занималась сформированная 23 июля комиссия из 15 депутатов во главе с Жанисом Спуре. Конституция 1940 года была составлена по образцу Конституции СССР 1936 года. Конституция СССР 1936 года была переведена и были внесены неключевые изменения, которые учитывали специфическую ситуацию Латвии. Затем ещё несколько раз вносились изменения. В 1978 году вступила в силу новая конституция.
В изначальной редакции конституция состояла из 119 статей, упорядоченных в 11 главах:
- I Общественное устройство
- II Государственное устройство
- III Высшие органы государственной власти Латвийской ССР
- IV Органы государственного управления Латвийской ССР
- V Местные органы государственной власти
- VI Бюджет Латвийской ССР
- VII Суд и прокуратура
- VIII Основные права и обязанности граждан
- IX Избирательная система
- X Герб, флаг, столица
- XI Порядок изменения Конституции